# Urichkleintyrann

Verbreitungsgebiet (grün) des Urichkleintyranns in Venezuela

Der Urichkleintyrann (Phyllomyias urichi) ist eine Vogelart aus der Familie der Tyrannen (Tyrannen). Die Art ist endemisch in Venezuela. Der Bestand wird von der IUCN als stark gefährdet (Endangered) eingeschätzt.

## Merkmale
Der Urichkleintyrann erreicht eine Körperlänge von etwa 12 Zentimetern. Er hat einen gelblichen Schnabel und relativ langen Schwanz. Das Oberteil ist glänzend oliv. Die Krone ist gräulich. Die Augenringe und die Augenbrauenbogen sind gelb. Die Schwingen sind dunkler mit weißgelblichen Randspitzen sowie Querstreifen. Das Unterteil ist eintönig gelb mit olivfarbenen Schattierungen an der Brust.

## Habitat
Der Vogel bewegt in Höhen zwischen 900 und 1100 Metern. Man kann ihn gewöhnlich im Kronenbereich der Bäume und an Waldrändern von niedrigeren Bergwäldern beobachten.

## Verhalten
Über das Verhalten des Vogels gibt es keine gesicherten Studien. Es wird angenommen, dass es ähnlich wie die des Reiserkleintyrannen (Phyllomyias reiseri) und des Grünrücken-Kleintyrannen (Phyllomyias virescens) ist, da sie dem Urichkleintyrannen sehr ähneln. So ist anzunehmen, dass er gerne den Blätterwald durchstreift. Dies geschieht oft zusammen mit anderen Artgenossen.

## Unterarten
Die Art gilt als polyphyletisch, d. h., dass die Urichkleintyrannen mit dem Grünrücken-Kleintyrannen und dem Reiserkleintyrannen keine direkte gemeinsame Stammart haben.

## Vorkommen
Der Vogel wurde im nördlichen Teil der Berge des Küstengebirges Cordillera de Caripe beobachtet. Hier kommt er vorwiegend im Grenzgebiet der Bundesstaaten Anzoátegui, Sucre und Monagas vor. Außerdem gab es seltene Beobachtungen am Cerro Humo auf der Halbinsel Paria.

## Etymologie und Forschungsgeschichte
Am 15. August sammelte Frederick William Urich (1870–1937) in Quebrada Seca im Bundesstaat Sucre, Venezuela im Auftrag des American Museum of Natural History. Die Bälge, die er sammelte, überließ er dem US-amerikanischen Ornithologen Frank Michler Chapman zur Beschreibung. Dieser beschrieb den Vogel zunächst unter dem Namen Mecocerculus urichi. Erst später wurde der Vogel der Gattung Phyllomyias zugeschlagen.
Das Wort »Phyllomyias« setzt sich aus dem griechischen Wort »phullon« für »Blatt« sowie dem lateinischen Wort »myias« für »Fliegenschnäpper« zusammen.
Das Artepitheton »urichi« wurde von Chapman zu Ehren seines Sammlers »Frederick William Urich« vergeben. So schrieb Chapman:

“It gives me pleasure to name this species for its collector, Mr. F. W. Urich, who, as the honorary secretary of the Trinidad Naturalists' Field Club, has done so much to further the interests of science in that island.”

„Es ist mir eine Ehre diese Art nach ihrem Sammler Herr F. W. Urich zu benennen, der als ehrenamtlicher Sekretär des Trinidad Naturalists' Field Club so viel zur Förderung der Interessen der Wissenschaft auf dieser Insel beigetragen hat.“